# Regionalverkehr Bern-Solothurn

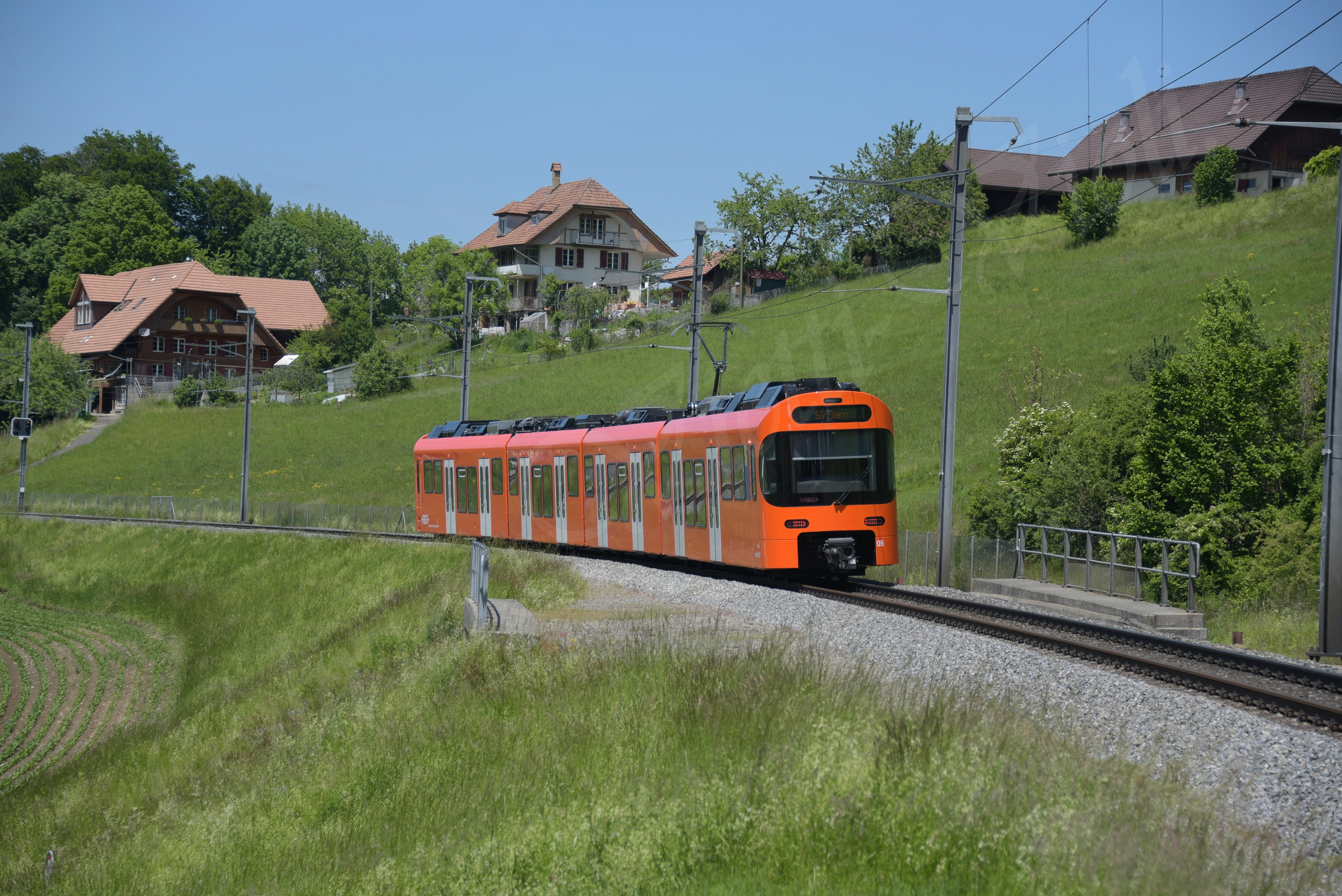

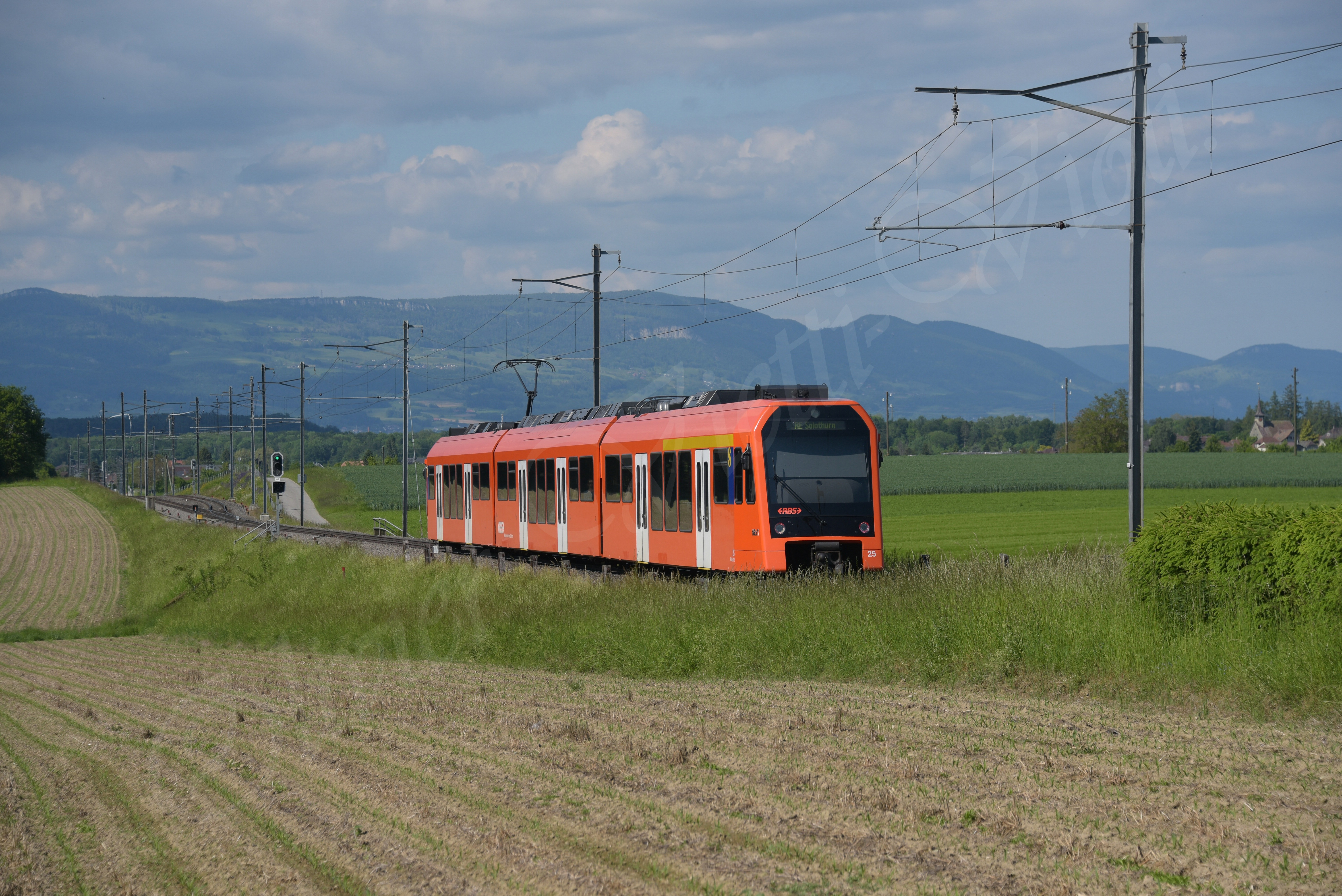

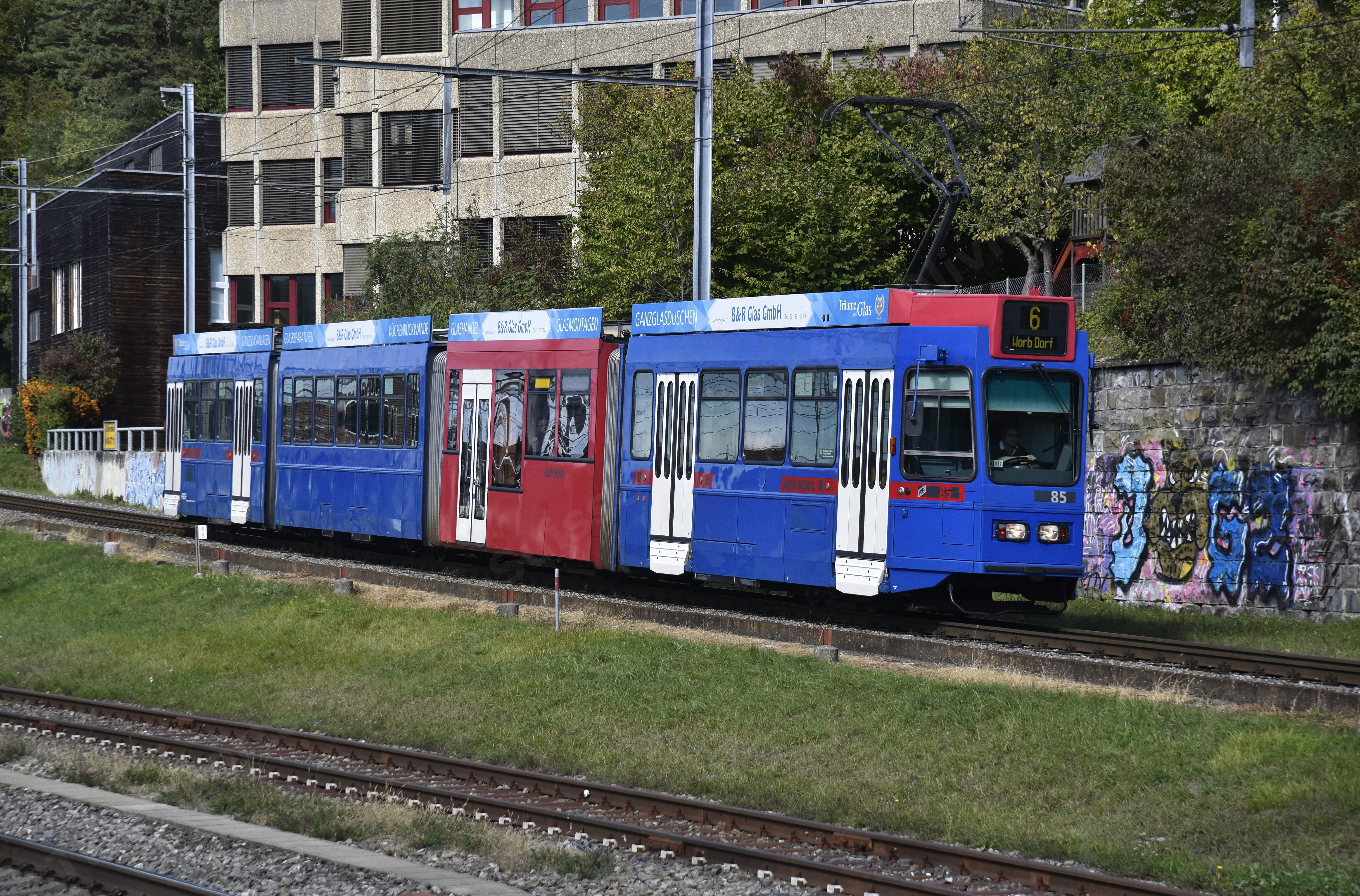

Le Regionalverkehr Bern-Solothurn (RBS) est une entreprise ferroviaire suisse qui exploite des lignes de train, de tramway et de bus entre Berne, Soleure et Worb.

## Historique
La compagnie actuelle est née de la fusion en 1984, du Solothurn-Zollikofen-Bern-Bahn (SZB) et des Vereinigten Bern-Worb-Bahnen (chemins de fer réunis Berne-Worb ; VBW).

### Soleure-Zollikofen-Berne (SZB)
Au lendemain de la Première Guerre mondiale, en 1922, le SZB est également le produit de la fusion du Chemin de fer électrique Elektrischen Schmalspurbahn Solothurn-Bern (ESB) et du Bern-Zollikofen-Bahn (BZB). L'ouverture à l'exploitation a été effectuée le 13 septembre 1912 pour le tronçon Berne-Zollikofen et le 9 septembre 1916 pour la liaison Soleure-Zollikofen. Le 26 novembre 1965, la ligne de 36,4 km fait son entrée souterraine dans la ville de Berne.

### Berne-Worb Bahn (VBW)
Les VBW sont nés de la fusion en 1927, des Chemins de fer Berne-Muri-Gümligen-Worb (BWB) ouverts à l'exploitation le 21 octobre 1898 et du Worblental (WT), ligne ouverte le 3 juillet 1913.

## Réseau
Le plan du réseau est disponible sur ce lien.
En résumé, le RBS possède sa propre infrastructure avec des lignes à écartement métrique, 1250V courant continu entre Berne et Soleure. Certains tronçons sont à double écartement 1435 mm et 1000 mm. Elle possède une ligne de tramway à écartement 1000 mm, électrifiée en 600V, courant continu, Berne - Worb Dorf.

### RegioExpress 5
- RE Berne – Jegenstorf – Fraubrunnen – Bätterkinden – Lohn-Lüterkofen – Biberist – Soleure

### S-Bahn de Berne
- S7 Berne – Worblaufen – Papiermühle – Ittigen – Bolligen – Stettlen – Vechigen – Worb Dorf
- S8 Berne – Worblaufen – Zollikofen – Moosseedorf – Schönbühl – Jegenstorf (– Bätterkinden)
- S9 Berne – Worblaufen – Unterzollikofen

### Tramway de Berne
- 6 Fischermätteli – Berne – Muri bei Bern – Gümligen – Rüfenacht – Worb Dorf

### Lignes de bus
- 33 Worblaufen – Reichenbach – Bremgarten
- 34 Unterzollikofen – Hirzenfeld
- 36 Breitenrain – Worblaufen – Zollikofen – Münchenbuchsee
- 38 Schönbühl – Bäriswil – Mattstetten
- 40 Kappelisacker – Papiermühle – Breitenrain – Schosshalde – Egghölzli – Muri – Allmendingen/ Sonnenfeld
- 41 Zollikofen – Papiermühle – Breitenrain (Seulement aux heures de pointe en semaine)
- 43 Ittigen (Talgut Zentrum) – Kappelisacker – Talgut Zentrum
- 44 Gümligen Sonnenfeld – Ostermundigen – Bolligen
- 46 Bolligen – Habstetten
- 47 Bolligen – Krankenheim (– Lindenburg)
- 48 Papiermühle – Kappelisacker – Lutertal – Habstetten – Papiermühle

### Développements
Pour 2030, le canton de Berne prévoit une augmentation de la demande de transports de personnes sur cette liaison Berne - Soleure. Afin de permettre une extension de l'offre pour le RE et les S-Bahns du réseau RBS, un certain nombre de travaux seront entrepris entre 2021 et 2027, avec un agrandissement des quais de différentes gares pour des trains de 180 mètres (120 mètres actuellement) et un accès facilité pour les personnes handicapées (LHand), ainsi qu'un doublement de la voie entre Grafenried – Jegenstorf. À Berne, une nouvelle gare du RBS est en construction sous les voies des CFF.
Le lancement du projet a démarré officiellement le 29 juin 2021, en présence des représentants des communes concernées et du conseiller du gouvernement bernois, M. Christoph Neuhaus.

## Matériel roulant ferroviaire
| Automotrices         | Numéros                | Nbre | Affectation       | Année de construction                | Constructeur(s)     | Remarques | Photo |
| -------------------- | ---------------------- | ---- | ----------------- | ------------------------------------ | ------------------- | --- | ----- |
| Be 4/8 Mandarinli    | 41-61                  | 20   | S7, S8            | 1974-78                              | SIG BBC             | - 16 transformées en Be 4/12 par adjonction d'une voiture intermédiaire (Stadler/Bombardier, 2001-2002) - N° 42, 43, 45, 58 toujours en Be 4/8 - Be 4/12 44 démolie                                           |       |
| Be 4/10 Blaue Bähnli | 81-89                  | 9    | Tram 6 (Muritram) | 1987-88                              | SWS SWP SIG BBC-ABB | - transformées en Be 4/10 par adjonction d'une voiture intermédiaire (Stadler, 2010) - Utilisées sur la ligne 6 du tramway de Berne depuis la reprise de l'ancienne ligne G Berne-Worb par Bernmobil en 2010. |       |
| ABe 4/12 LaPrima     | 63, 64, 67, 68, 71     | 5    | RE                | 1992-93                              | SWA SIG ABB         | - ex-Be 4/8, transformées par adjonction d'une voiture intermédiaire (1992-93, 2001) |       |
| Be 4/12 Seconda      | 62, 65, 66, 69, 70, 72 | 6    | S7, S8, S9        | 2010-2013 (1992-93)                  | SWA SIG ABB RBS     | - ex-Be 4/8 et ABe 4/12 - transformées par adjonction d'une voiture intermédiaire (1994-95) - déclassées entre 2010 et 2013                                                                                   |       |
| RABe 4/12 NExT       | 21–34                  | 14   | RE                | 2009/2013                            | Stadler Rail        | |       |
| Be 4/10 Worbla       | 01–16                  | 16   | S7, S9            | 2018/2019 (n° 01–14) 2024 (n° 15+16) | Stadler Rail        | - rames articulées - remplacent les rames Mandarinli, âgées de plus de 45 ans |       |